# Gerbillus nancillus
Espèce
Synonymes
- Gerbillus mauritaniae (Heim de Balsac, 1943)

Statut de conservation UICN

 DD  : Données insuffisantes
Gerbillus nancillus ou Gerbillus (Gerbillus) nancillus est une espèce qui fait partie des rongeurs. C'est une gerbille de la famille des Muridés que l'on rencontre au Mali, au Niger et au Soudan.